# Honda Z
El Honda Z (ホンダ・Z, Honda Zetto) és el nom de dos models diferents d'automòbils lleugers o kei cars produïts pel fabricant d'automòbils japonés Honda entre els anys 1970 a 1974, i posteriorment entre els anys 1998 a 2002.
El primer Honda Z fou un cupè hardtop esportiu de 360 o 600 centímetres cúbics, mentre que la segona generació fou un SUV kei amb motor central i tracció a les quatre rodes. Cap de les dues generacions van tindre un substitut declarat.

## Primera generació (1970-1974)

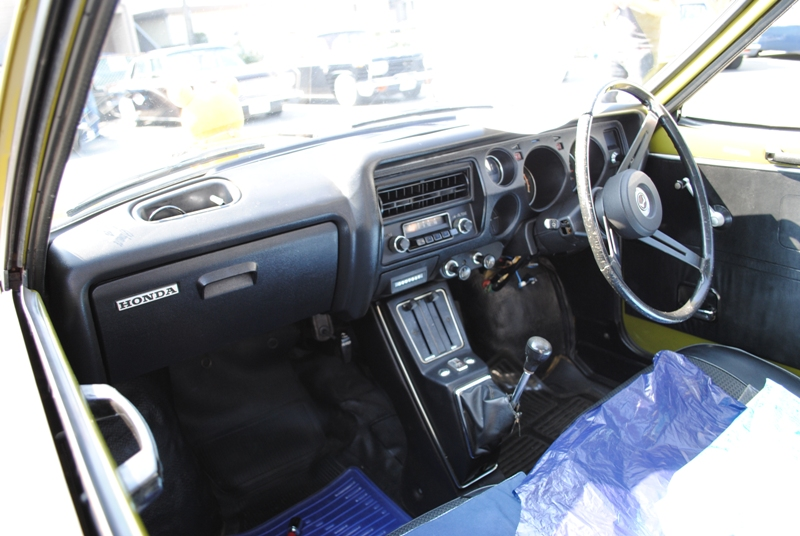
Interior del Z360

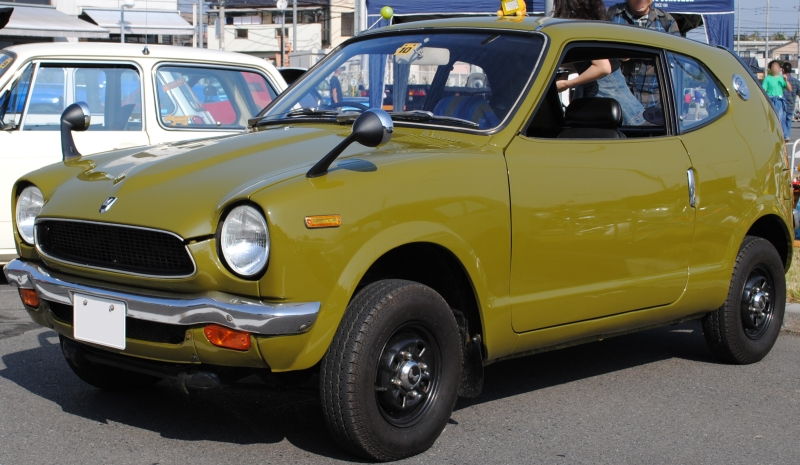
Z360 (1970-1971) pel davant

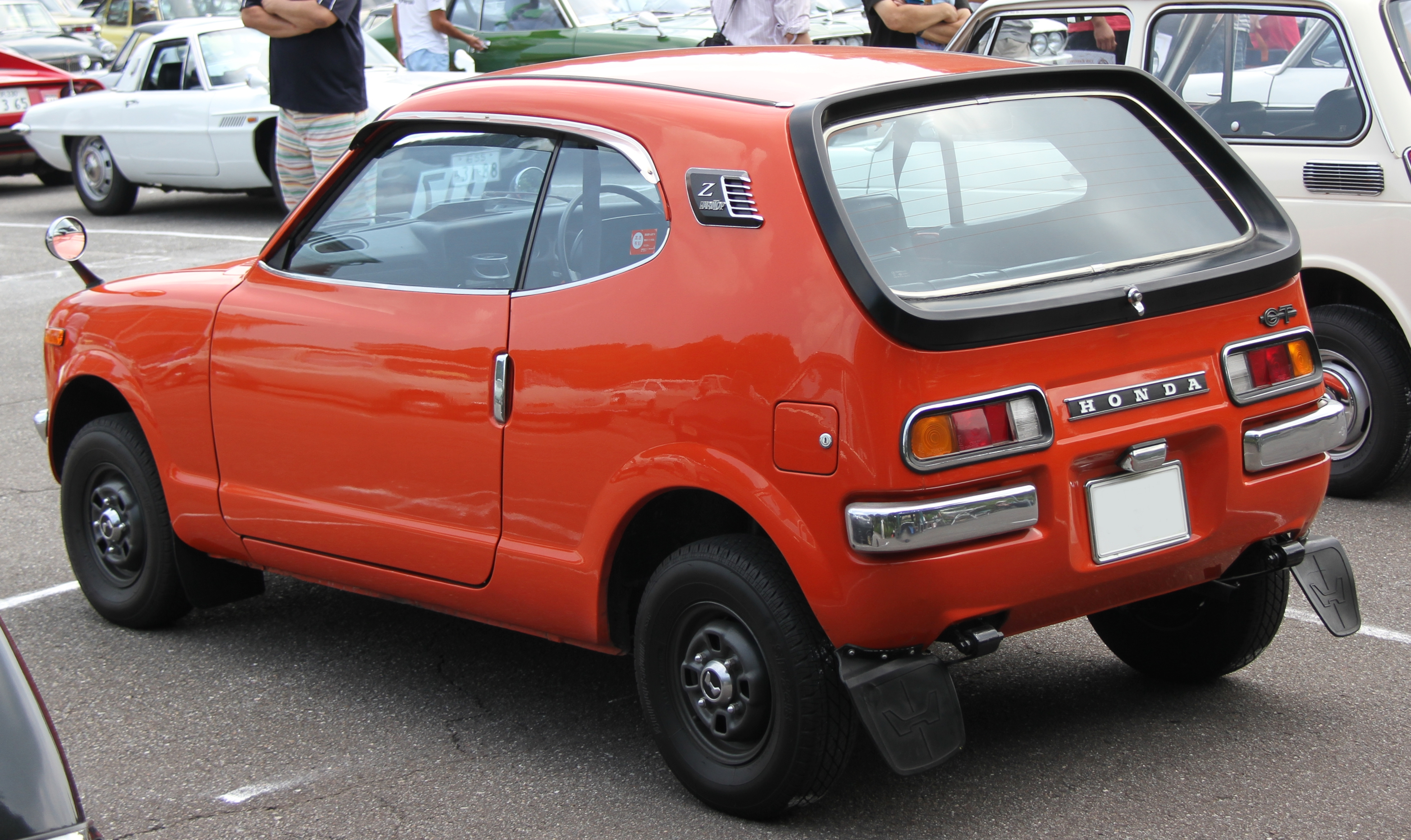
Z360 GT (1972-1974) Hardtop

El cupè Honda Z va debutar a l'octubre de 1970 i fou comercialitzat fins a l'any 1973 en molts mercats d'exportació. Tot i que al Japó i Oceania només es comercialitzà la variant de 360 centímetres cúbics, als EUA i Europa es va vendre una versió amb motor de 600 cc.
Com tots els automòbils lleugers o kei cars, les seues característiques tècniques estaven fortament limitades per la llei. El Z360 equipava un motor de dos cilindres en línia SOHC refrigerat per aire i 354 cc, amb tracció al davant i transmissió manual de quatre o cinc velocitats. La potència era de 31 cavalls a 8.500 revolucions per minut a les versions "Act" i "Pro" i 36 cavalls a 9.000 rpm per a les versions esportives "TS" i "GS". El desembre de 1971 el model va rebre un nou motor refrigerat per aigua que produïa 36 cavalls a 9.000 rpm. Només un mes després, el motor de 31 cavalls emprat en les versions menys esportives ("Standard", "DeLuxe", "Automatic" i "Custom") també va esdevindre refrigerat per aigua.
El Z360 equipava una suspensió independent al davant per molla i una suspensió de ballesta al darrere. L'interior del model podia donar espai a dos adults, amb unes molt menudes places al darrere. La finestra del darrere amb marc de plàstic s'obria per a dipositar càrrega al maleter. Sota el maleter i accessible només llevant la matrícula, hi havia un compartiment amb la roda d'emergència i demés ferramentes. Des del redisseny de novembre de 1972 es va moure la posició de la matrícula per tal de facilitar l'accés al compartiment. A més, el model va rebre el nou motor EA de 356 cc disponible únicament amb una potència de 36 cavalls. La producció del Z360 va finalitzar l'any 1974 juntament amb la del Honda Life degut a l'eixida al mercat del nou Honda Civic i la crisi del petroli, que perjudicava els automòbils esportius.

## Segona generació (1998-2002)

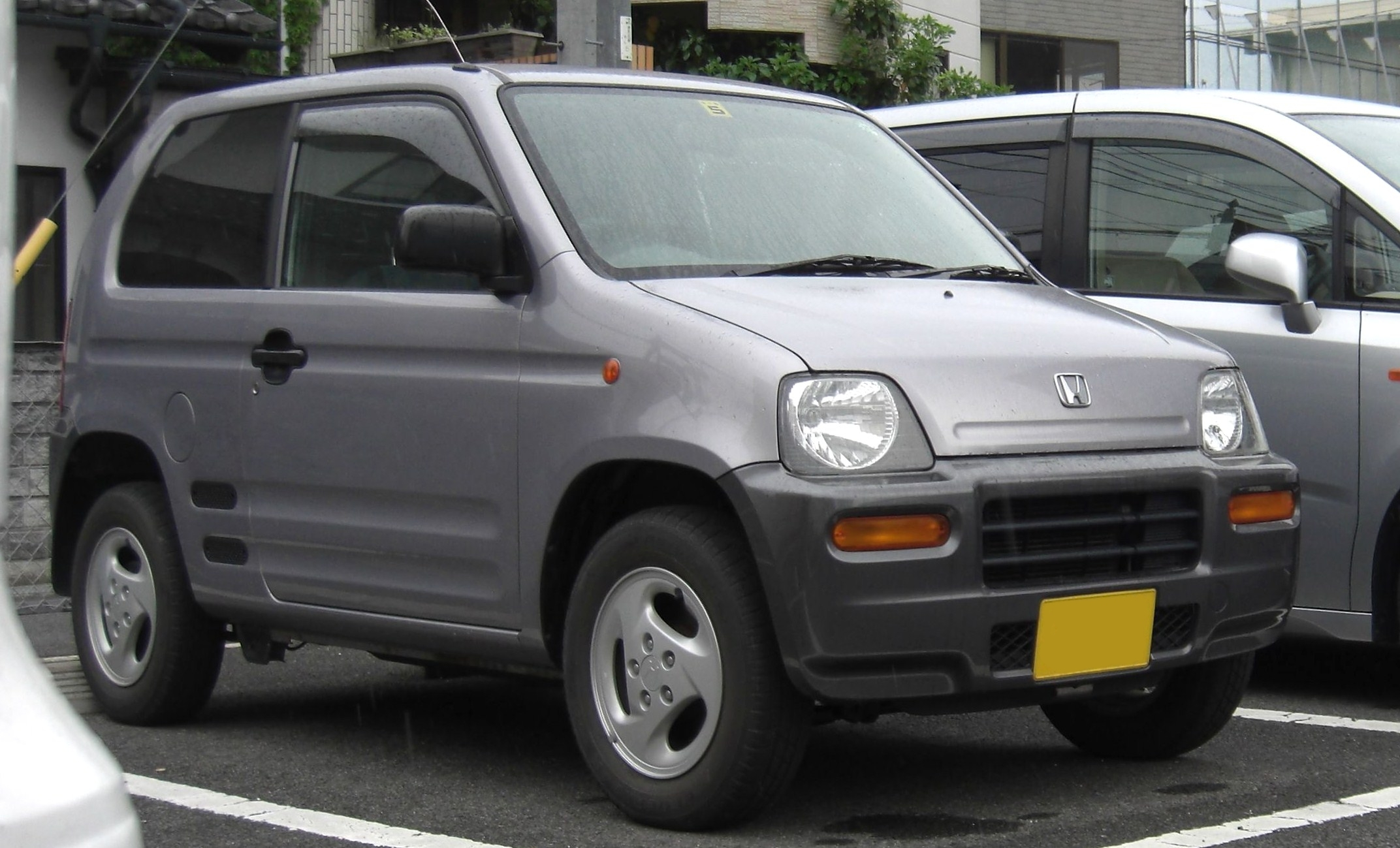
Honda Z (II) pel davant

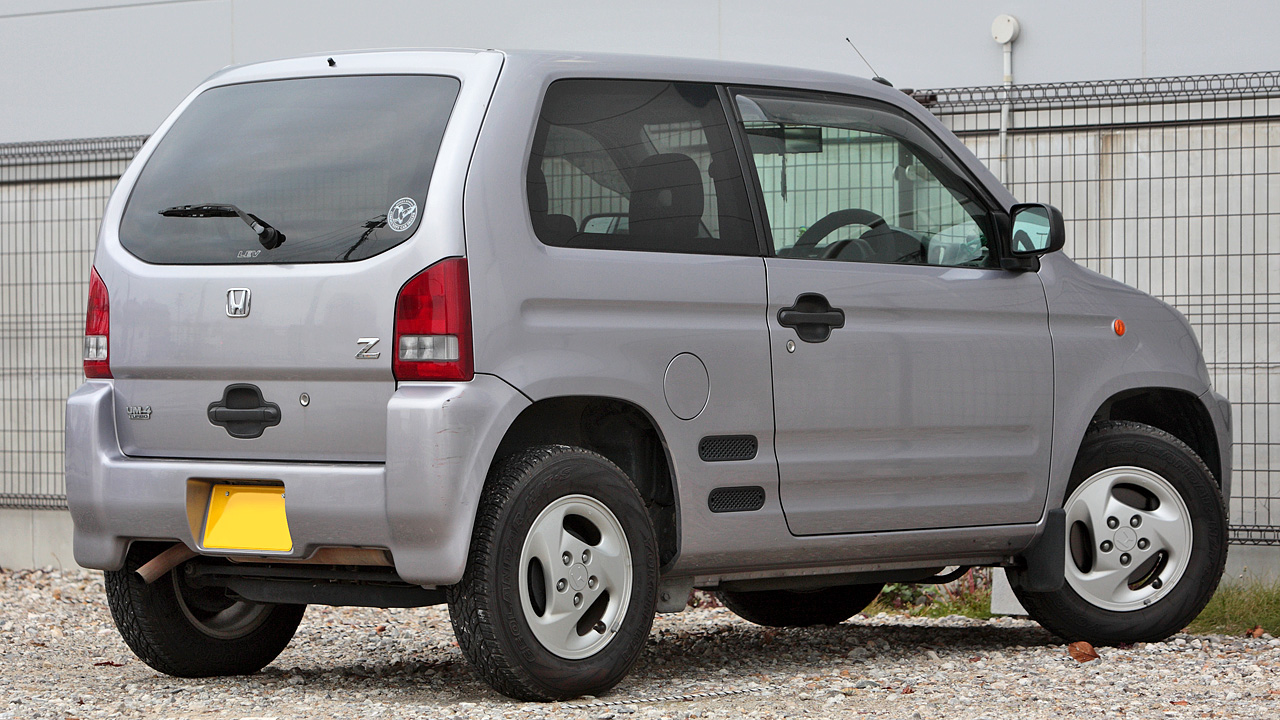
Honda Z Turbo (II) pel darrere

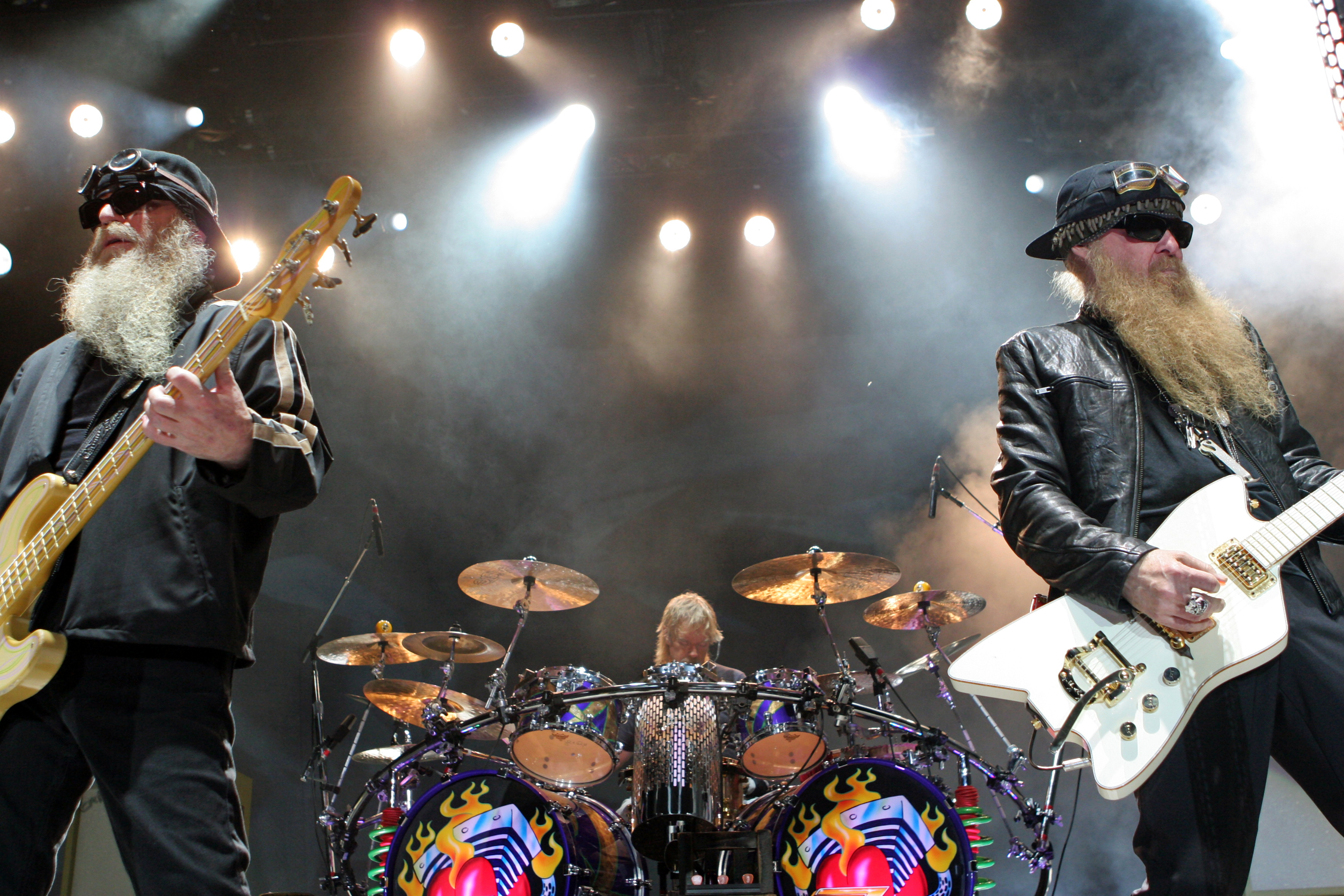
Els ZZ Top van promocionar el Z

El Honda Z fou un automòbil lleuger o kei car SUV d'estil "retro" presentar l'any 1998, comercialitzat als concessionàris Honda Primo i descontinuat a les darreries de l'any 2002. Desenvolupat sobre la base del Honda Life, el Z tenia 3 portes i motor central.
Llançat al mercat el 9 d'octubre de 1998, el Honza Z "PA1" fou produït per Yachiyo, una subsidiària de Honda que fabrica camions lleugers. L'estructura bàsica del Z compren el motor central i la tracció a les quatre rodes compartida amb la Honda Acty. No obstant i a diferència de l'Acty, el Z era un automòbil de turisme i no un vehicle comercial/industrial. El motor de tres cilindres en línia i 656 centímetres cúbics E07Z estava disponible en versions atmosfèriques (52 cavalls a 7.000 revolucions per minut) o amb turbocompressor (64 cavalls a 6.000 rpm). El motor tenia quatre vàlvules per cilindre, sistema d'injecció de combustible programat d'Honda, i es va classificar com a vehicle de baixes emissions.
El Z només va equipar un transmissió manual de quatre velocitats, la mateixa del Honda Civic de quarta generació. El motor central fou col·locat sota els seients del darrere, una mètode anomenat "UM-4" (Under Midship 4WD) per Honda. Igual que altres models amb motor central i tracció total com ara el Lamborghini Diablo VT, el Z emprava un diferencial d'acoblament viscós. Algunes característiques de disseny destacades i inusuals de la Z incloïen els pneumàtics de diàmetre relativament gran, les nanses de les portes gruixudes "d'estil d'adherència" i l'adopció de fars de doble coberta de plexiglàs.
Igualment que el Honda Capa fou el primer model de la gama J-MOVER, el Honda Life i Z foren els primers models de la nova gama K-MOVER. El conegut grup de rock ZZ Top va fer el primer anunci i vidio promocional del model amb la cançó exclusiva "ZZ Top on the Z". Com que el nom del cotxe sempre ha estat pronunciat "zed" (ゼット) per Honda, a la moda britànica, els nord-americans de ZZ Top van haver de fer el mateix.
El juny de 2000, fou llançada una edició especial del model anomenada "Super Emotion" amb para-xocs del color de la carrosseria, reproductor de CD amb altaveus i vidres tintats per un cost adicional limitat. Aquesta versió fou tan popular que la marca va decidir incloure de sèrie els para-xocs del color de la carrosseria en els models turbo. A l'agost de 2002, de cara a unes noves i estrictes normes d'emissions, Honda va deixar del produir el Z. Aquest ha estat l'únic SUV kei de la marca fins a la data (2022). Honda també va vendre un esglaó i un protector de pas de roda de muntatge lateral, però només eren per a instal·lacions posteriors, ja que feien que el cotxe fos massa ample per a les regulacions dels kei i no es van provar d'impacte.